# Kemijärvi
Kemijärvi [ˈkɛmijærvi] ist eine Kleinstadt in der finnischen Provinz Lappland (finn. Lapin lääni). Sie liegt etwa 86 Kilometer nordöstlich von Rovaniemi.
Die Stadt, am gleichnamigen See Kemijärvi (finn. järvi heißt „See“) und am Fluss Kemijoki (finn. joki heißt „Fluss“) gelegen, ist die nördlichste Stadt Finnlands. Sie erstreckt sich über 3929,7 km², wovon 427,56 km² Wasser sind. Sie hat 6996 Einwohner (Stand 31. Dezember 2022), von denen etwa 60 Prozent im Ortszentrum leben. 

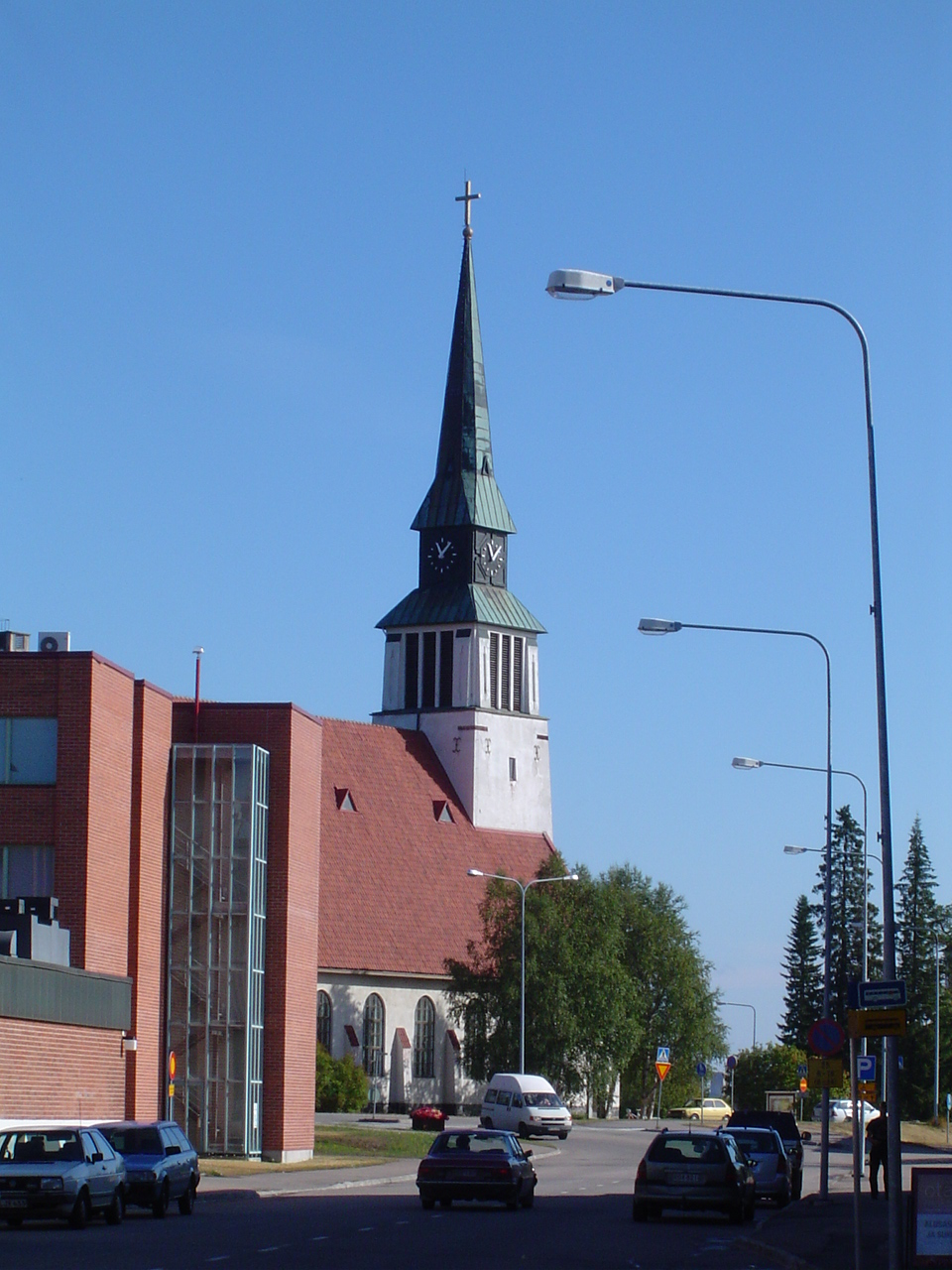
Kirche von Kemijärvi

Kemijärvi ist ein wichtiges Industrie- (v. a. holzverarbeitende Industrie) und Fremdenverkehrszentrum (Skigebiet Pyhä in 50 km Entfernung) und bildet den Ausgangspunkt für Wanderungen in die Region Nordost-Lappland. Wichtigstes touristisches Ziel in der näheren Umgebung (Gemeinde Rovaniemi) ist der 16 Meter hohe Wasserfall Auttiköngäs, der in der Nähe eines traditionellen Holzflößerplatzes liegt.

## Wappen
Beschreibung: In Schwarz ein ausgerissener silberner Baumstumpf begleitet von zwei sechszackigen silbernen Sternen.

## Verkehr
Kemijärvi ist mit der Europastraße 63 erschlossen. Im Umkreis liegen die Verkehrsflughäfen Rovaniemi (85 km Entfernung) und Kuusamo (135 km Entfernung), die vorwiegend von Finnair angeflogen werden.
EFKM ist die Kennung des nahe dem Stadtzentrum gelegenen Sportflugplatzes.
Die Bahnstrecke Laurila–Kandalakscha über Kemi, Rovaniemi und Misi führt nach Kemijärvi. In Richtung Russland ist die Strecke ab hier stillgelegt. Täglich fährt ein Nachtzug nach Helsinki und zurück. Der Zug führt moderne Schlafwagen.
Der Bahnhof verfügt über eine Verladestelle für Autoreisezüge.

## Wirtschaft
Der See Kemijärvi wird als Rückstaubecken eines Wasserkraftwerks der Kemijoki OY genutzt. Die Zellstoff produzierende Fabrik der Firma Stora Enso wurde im April 2008 geschlossen.

## Persönlichkeiten
- Hannes Gebhard (1864–1933), Ökonom und Hochschullehrer
- Pentti Kouri (1949–2009), Ökonom und Kunstsammler
- Martti Kellokumpu (* 1963), Freestyle-Skier
- Janne Lahtela (* 1974), Freestyle-Skier und Olympiasieger
- Sami Mustonen (* 1977), Freestyle-Skier
- Juuso Lahtela (* 1985), Freestyle-Skier